# Akazome Emon
Akazome Emon (赤染衛門 956-1041?) fue una poetisa japonesa de waka que vivió a mediados de la era Heian. Forma parte del Chūko Sanjūrokkasen (中古三十六歌仙?) y del Nyōbō Sanjūrokkasen (女房三十六歌仙?), listas dedicadas a los poetas clásicos de waka.

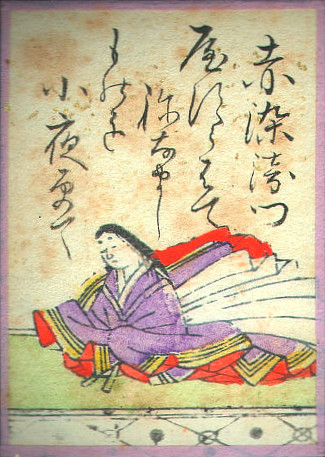
Akazome Emon en el Hyakunin Isshu.

Fue considerada hija de Akazome Tokimochi, pero su padre biológico fue el exesposo de su madre, Taira Kanemori, y nació antes del matrimonio de su madre con Tokimochi en la familia Akazome. Su esposo Ōe no Masahira fue un famoso erudito literario. Fue madre de Ōe no Takachika y de Gōjijū, y abuela de Ōe no Masafusa. En 1012, cuando su esposo murió ahogado, ella se volvió no religiosa y perdió interés en cuidar a sus hijos.
Sirvió a Genrinshi y a Fujiwara no Shōshi, respectivamente la esposa e hija de Fujiwara no Michinaga, y estuvo a la par de Izumi Shikibu. Al contrario del estilo apasionado de Izumi, la poesía de Akazome estuvo caracterizado por la calma y la gracia. Fue contemporánea de Murasaki Shikibu y Sei Shōnagon. Participó en dos concursos de waka en 1035 y 1041.
Una colección de sus poemas fueron publicados con el nombre de Akazome Emon Shū (赤染衛門集?). Se cree que es la autora principal o compiladora del Eiga monogatari.